# Liste der Ehrenbürger von Rottach-Egern
Die Ehrenbürgerwürde ist die höchste Auszeichnung, die die Gemeinde Rottach-Egern zu vergeben hat. Ihre Verleihung erfolgt an Persönlichkeiten, die sich Verdienste um den Ort erworben haben.
Folgende Personen wurden zu Ehrenbürgern ernannt. Für die Zeit vor 1945 sind die Angaben lückenhaft, da die zugehörigen Akten nicht mehr vorhanden sind.
Hinweis: Die Auflistung erfolgt chronologisch nach Datum der Zuerkennung. Die Liste ist nach 1961 vermutlich nicht vollständig.

## Die Ehrenbürger der Gemeinde Rottach-Egern
1. Josef Oettl
Bürgermeister der Gemeinde Rottach von 1863 bis 1900[1]
2. Josef Höß (1851–1929)
Ökonomierat[1]
3. Jakob Grieblinger (1861–1934)
Hausbesitzer, Vater des späteren Bürgermeisters Georg Grieblinger[1]
4. Josef Stadler († 9. September 1930 in München)
Hauptlehrer in Egern von 1888 bis 1920[1]
5. Josef Hagn (1848–1933)
Bauer zum „Hagn“ in Ellmau[1]
6. Hans Aigner (* 4. Januar 1866; † 5. Mai 1961)
Hausbesitzer und Spediteur, 2. Bürgermeister und Beigeordneter
Verleihung am 22. November 1926[1][2]
7. Paul Frei (1905-1991)
Generalkonsul der Schweiz; vermittelte in den letzten Kriegstagen um den 3. Mai 1945 zusammen mit dem Stabsarzt Dr. Karl-Friedrich Scheid, dem Wehrmachtsoffizier Franz Heiss und Paul Winter als Dolmetscher zwischen abrückenden SS- und Wehrmachtseinheiten sowie den anrückenden US-Truppen und bewahrte das Tegernseer Tal so vor einer Bombardierung
Verleihung am 29. Juni 1945[1]
8. Georg Hagn (* 12. März 1878; † 17. Dezember 1958)
Bauer zum Knoll, langjähriger Gemeinderat
Verleihung am 12. März 1953[1]
9. Josef Schultes (* 19. Mai 1893; † 28. November 1957)
Kaufmann, Bürgermeister von 1945 bis 1952
Verleihung am 7. November 1957[1]
10. Karl Alexander von Müller (* 20. Dezember 1882 in München; † 13. Dezember 1964 in Rottach-Egern)
Geschichtsprofessor und Schriftsteller
Verleihung am 20. Dezember 1957[1]
11. Curt Bohnewand (* 11. August 1888; † 8. August 1966)
Kaufmann, Stiftungen zur Ortsverschönerung (z. B. Aribo-Brunnen)
Verleihung am 11. November 1961[1]
12. Josef Kronast (* 26. Juli 1902; † 30. Mai 1989)
Geistlicher Rat, Pfarrer von 1940 bis 1974, Erbauer des Kindergartens St. Josef[1]
13. Friede Birkner (geb. Courths; * 24. April 1891; † 17. Januar 1985)
Schriftstellerin, schenkte der Gemeinde ihren Grundbesitz[1]
14. Hans Sollacher (* 7. Dezember 1926; † 7. Dezember 2003) Geschäftsleitender Beamter und Leiter der Kurverwaltung, Archivar, Ortschronist und Autor  Verleihung 21. Januar 2002[3]
15. Otto Beisheim (* 1924 in Voßnacken bei Essen; † 18. Februar 2013 in Rottach-Egern)
Gründer des Metro-Konzerns
Verleihung 2005[4]
16. Gertraud Gruber (* 1921 in München); † 12. März 2022 in Rottach-Egern
Unternehmerin
Verleihung 2005[5]
17. Konrad Niedermaier (* 1939)
Altbürgermeister
Verleihung im Juli 2009[6]

## Die ehemaligen Ehrenbürger der Gemeinde Rottach-Egern
1. Verleihung am 22. November 1926[1]
2. Paul von Hindenburg (1847–1934)
Reichspräsident und Generalfeldmarschall
Verleihung am 22. März 1933, außerdem Benennung der Seeufer-Anlage in Egern nach ihm[7]
3. Adolf Hitler (1889–1945)
Reichskanzler und Diktator
Verleihung am 22. März 1933, außerdem Benennung der Hauptstraße in Rottach nach ihm[7]
4. Franz Ritter von Epp (1868–1947)
Reichsstatthalter
Verleihung am 22. März 1933[7]

## Inhaber des Ehrenbriefs der Gemeinde Rottach-Egern
- Sebastian Daimer (* 1919; † 1994), Gründer und langjähriger Direktor der Wallbergbahn AG[1]
- Alfred Baier (* 1935), ehemaliger 2. Bürgermeister; † 10. September 2021 in Kreuth/Weißach
- Josef Stadler (* 1966), langjähriger 1. Kommandant Feuerwehr